# 交野北インターチェンジ
交野北インターチェンジ（かたのきたインターチェンジ）は、大阪府交野市にある第二京阪道路のインターチェンジである。

## 道路
- E89 第二京阪道路（8番）

## 接続する道路
- 国道1号（第二京阪道路一般部）

## 歴史
- 2010年（平成22年）3月20日 : 枚方東IC - 門真JCT間開通に伴い供用開始。
- 2023年（令和5年）4月3日 : 入口料金所がETC専用になる[1]。

## 隣
E89 第二京阪道路
(7) 枚方学研IC - (8) 交野北IC - (9) 交野南IC